# تشيرسلي (باكينجهامشير)
تشيرسلي (بالإنجليزية: Chearsley)‏ هي أبرشية مدنية تقع في المملكة المتحدة في إنجلترا. يقدر عدد سكانها بـ 539 نسمة .

## معرض صور

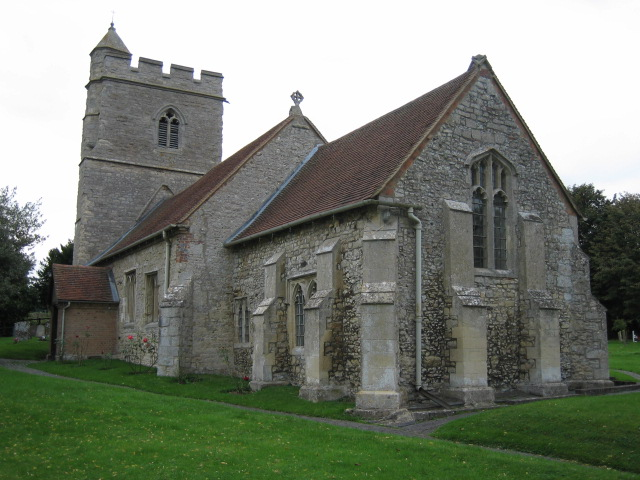
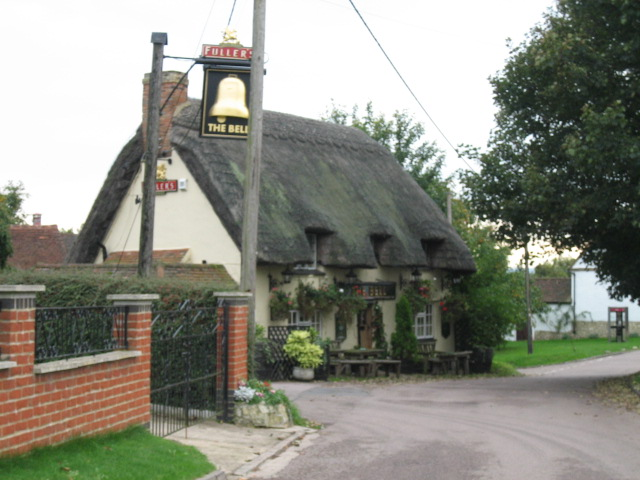
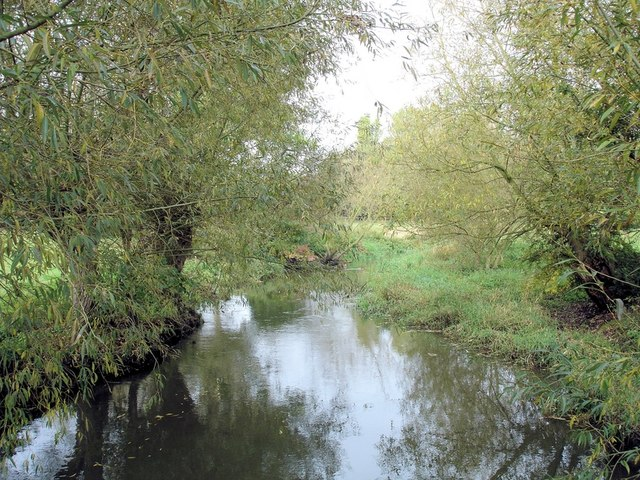
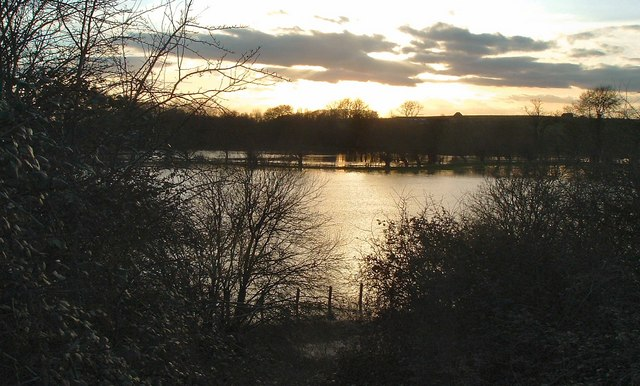